# Milano-Vignola 1994
La Milano-Vignola 1994, quarantaduesima edizione della corsa, si svolse il 22 settembre 1994 per un percorso totale di 199 km. Fu vinta dall'italiano Angelo Lecchi che terminò la gara in 4h58'00".

## Ordine d'arrivo (Top 10)
| Pos. | Corridore           | Squadra     | Tempo    |
| ---- | ------------------- | ----------- | -------- |
| 1    | Angelo Lecchi       | Brescialat  | 4h58'00" |
| 2    | Gilles Delion       | Castorama   | s.t.     |
| 3    | Maximilian Sciandri | GB-MG Magl. | s.t.     |
| 4    | Andrea Tafi         | Mapei-CLAS  | s.t.     |
| 5    | Mauro Gianetti      | Mapei-CLAS  | s.t.     |
| 6    | Bjarne Riis         | Gewiss      | s.t.     |
| 7    | Stefano Colagè      | ZG Mobili   | s.t.     |
| 8    | Aleksandr Šefer     | Navigare    | s.t.     |
| 9    | Davide Cassani      | GB-MG Magl. | s.t.     |
| 10   | Ivan Gotti          | Polti       | s.t.     |